# فاسيليوس غولياس
فاسيليوس غولياس هو لاعب كرة قدم يوناني في مركز الدفاع، ولد في 4 يونيو 1985 في يوانينا في اليونان. لعب مع النادي الرياضي بكالوني ونادي أبولون سميرني ونادي أستيراس تريبوليس ونادي بانيتوليكوس.